# Corriente de Guinea

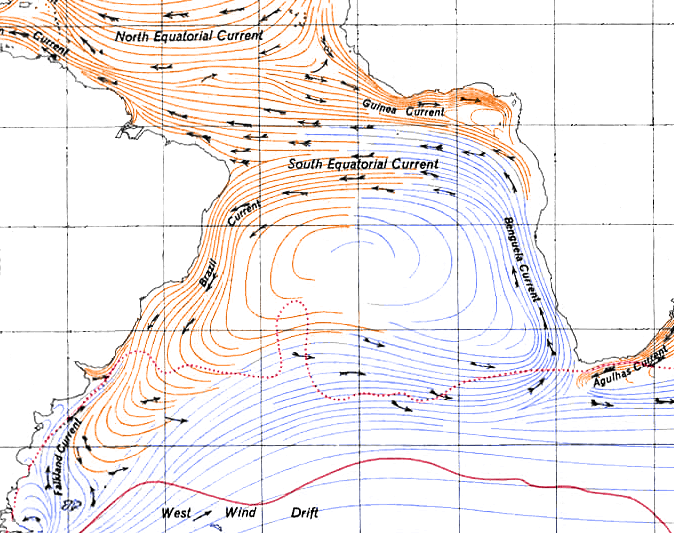
Giro Atlántico Sur.

La corriente de Guinea es una corriente marina cálida, superficial entre 15 y 25 metros, y lenta que fluye hacia el Este a lo largo de la costa de Guinea de África Occidental. Limita al norte con la corriente de las Islas Canarias y al sur con la corriente Subecuatorial. Se une con la corriente de Benguela, y juntas se dirigen al oeste para formar la corriente Ecuatorial del Sur. 
Forma parte de la contracorriente ecuatorial y como tal se extiende hasta el Atlántico occidental durante el verano boreal.